# Kawase Hasui

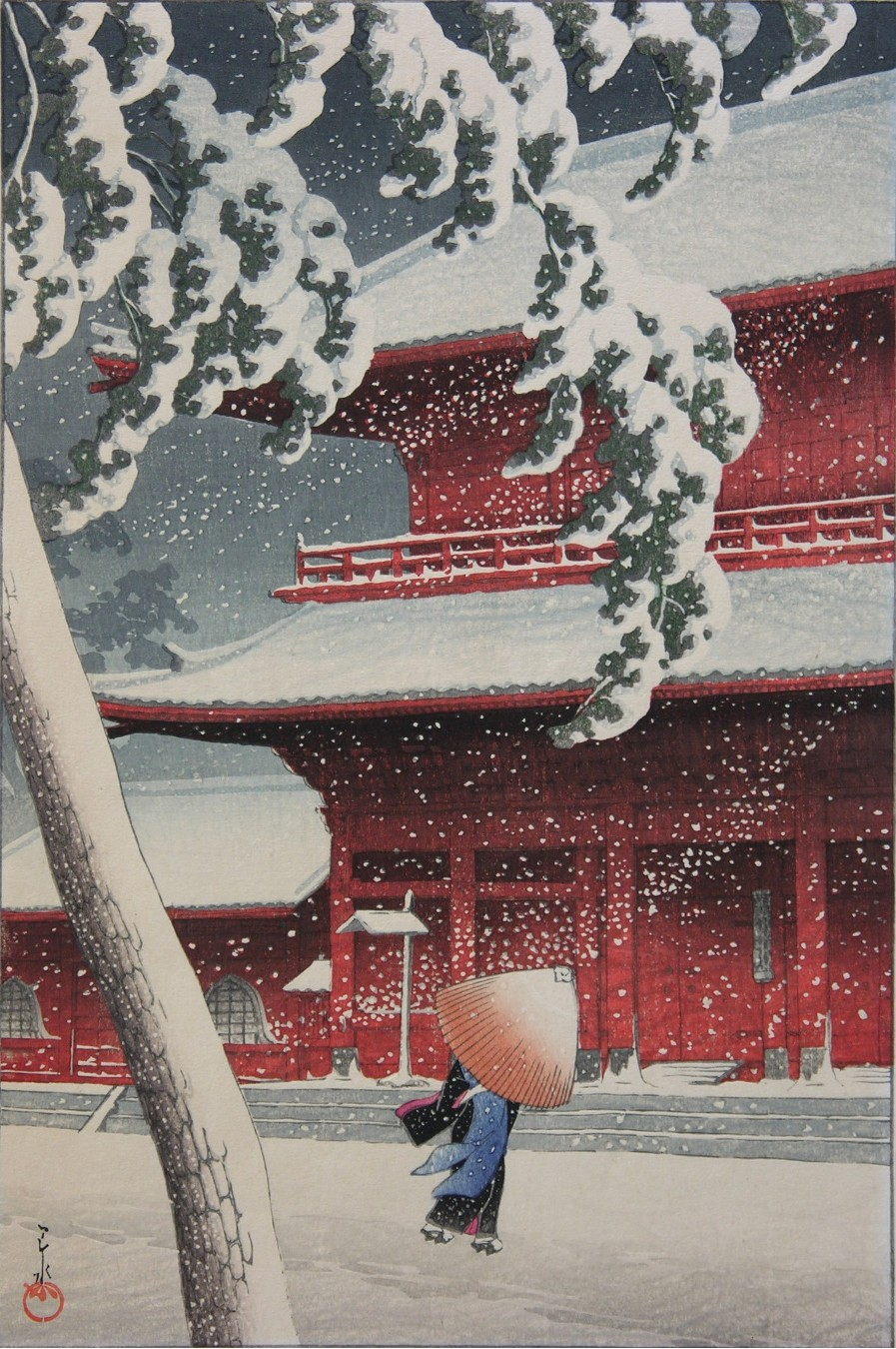
"Đền Zōjō-ji ở Shiba", 1925

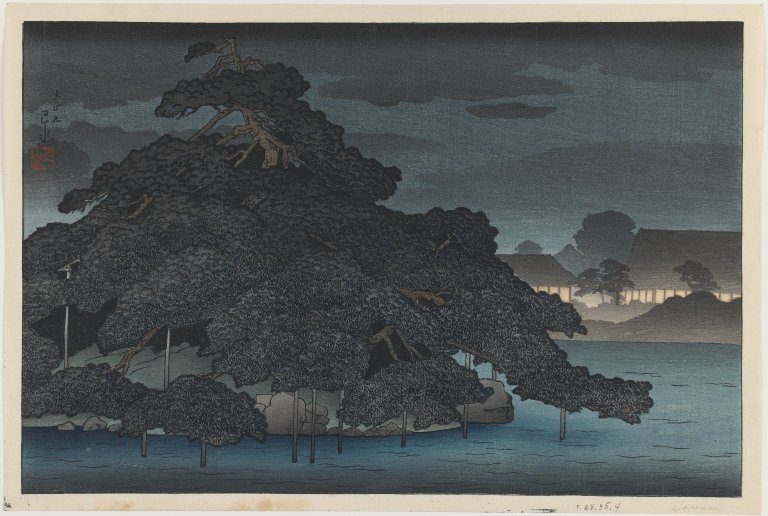
"Đảo Thông trong Đêm Mưa" từ bộ các tác phẩm The Mitsubishi Mansion in Fukagawa" ,1920

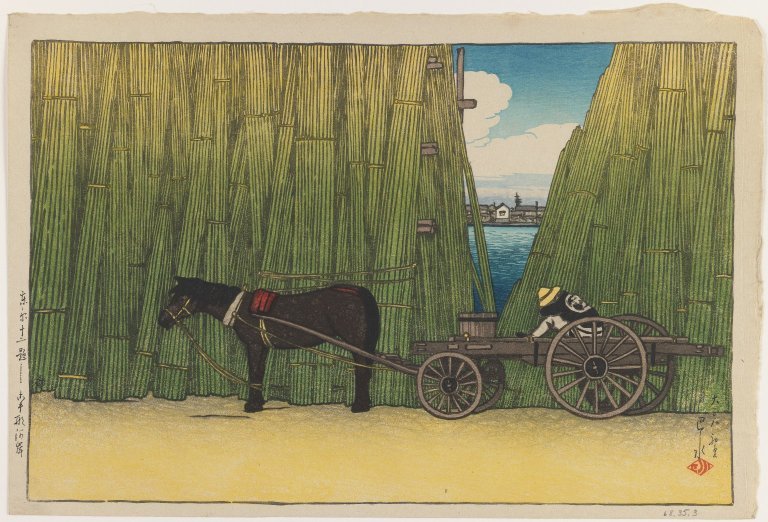
Tokyo 12 Dai Komagatagashi, 1919

Kawase Hasui (川瀬巴水 Kawase Hasui, 18 tháng 5, 1883 – 7 tháng 11, 1957) là một họa sĩ người Nhật Bản.  Ông là một trong những nhà thiết kế mộc bản nổi tiếng nhất của phong trào nghệ thuật shin-hanga ("tân bản họa").

## Sự nghiệp
Từ khi còn trẻ, Kawase Hasui đã luôn mơ ước được làm việc trong giới nghệ thuật, tuy nhiên ông phải tiếp tục đảm đương công việc buôn bán dây và sợi chỉ của gia đình mình. Cho đến khi nó bị phá sản lúc ông 26 tuổi, điều này đã tạo tiền đề để Hasui có thể theo đuổi con đường nghệ thuật của riêng mình. Ông có ý định theo học Kiyokata Kaburagi, nhưng thay vào đó Kaburagi khuyên nhủ Hasui nên nghiên cứu nghệ thuật phương Tây trước tiên, đây cũng là mục tiêu mà ông học tập với Okada Saburōsuke trong hai năm tiếp theo. Hai năm sau, ông lại nộp đơn xin làm học trò cho Kaburagi, và lần này đã được chấp thuận. 
Sau khi tham dự một cuộc triển lãm Tám Cảnh hồ Biwa của Shinsui Itō, từ đây Hasui gặp gỡ được nhà xuất bản của Shinsui tên Shōzaburō Watanabe, cũng là người đã giúp Hasui thực hiện ba bản in thử nghiệm mà Watanabe xuất bản vào tháng năm 1918.  Loạt tác phẩm tiếp theo  Mười hai cảnh Tokyo, Tám Cảnh vùng Đông Nam và 16 tác phẩm Lưu niệm du lịch đầu tiên năm 1919, mỗi lần phát hành hai bản. 
Một loạt 12 bản in thuộc Bộ sưu tập các Cảnh quan Nhật Bản được Hasui bắt đầu vào năm 1922 đã bị hủy bỏ do trận đại thảm họa động đất năm 1923 phá hủy nhà xưởng của Watanabe, bao gồm cả các mộc bản in chưa được phân phối cùng các bản phác thảo. Sau đó, Hasui tiêp tục du lịch tại các vùng Hokuriku, San'in, San'yō vào năm 1923 và trở về vào tháng 2 năm 1924, qua đây ông đã phát triển các bản phác thảo của mình thành loạt tác phẩm Lưu niệm Du lịch thứ ba. 
Kawase học ukiyo-e và vẽ tranh truyền thống Nhật Bản tại studio của Kiyokata Kaburagi. Ông chủ yếu tập sử dụng màu nước mô tả về các diễn viên, đời sống thường nhật và phong cảnh, nhiều trong số đó được xuất bản dưới dạng minh họa trong sách và tạp chí trong vài năm cuối của thời kỳ Meiji và đầu thời Taishou.
Trong bốn mươi năm sự nghiệp nghệ thuật của mình, Hasui có một liên kết chặt chẽ với Shōzaburō Watanabe, nhà xuất bản cũng là người ủng hộ phong trào shin-hanga. Các tác phẩm của ông được biết đến rộng rãi ở phương Tây thông qua những người Mỹ sành nghệ thuật như Robert O. Muller (1911–20033). Năm 1956, Kawase Hasui được mệnh danh là Quốc bảo Nhân văn Sống ở Nhật Bản.
Em trai của Hasui, Kasuke chuyển đến London vào năm 1916 làm kế toán cho Okura và Co, ông kết hôn với một phụ nữ người Anh, Clara Greenfield, họ có hai cô con gái tên Kathleen và  Karen Kawase.
Người cậu của Hasui có tên Kanagaki Robun (仮名垣 魯文?) với bút danh Nozaki Bunzou (野崎 文蔵?) (1829–1894), là một nhà văn và nhà báo người Nhật Bản, cũng là người sản xuất tạp chí truyện tranh đầu tiên.

## Phong cách nghệ thuật
Kawase hầu như chỉ làm việc trên các bản in phong cảnh và cảnh quan nông thân dựa trên các bản phác thảo ông thực hiện ở Tokyo và trong các chuyến du lịch vòng quanh Nhật Bản. Tuy nhiên, chủ đề ông không chỉ đơn thuần hướng đến meishou (địa điểm nổi tiếng) giống như những các bậc ukiyo-e trước đó như Hiroshige và Katsushika Hokusai (1760-1849). Các bản in của Kawase thường hướng đến sự tĩnh mịch và thư thái đối lập với quá trình đô thị hóa Nhật Bản thời bấy giờ.
Hasui tự coi mình là một người thực tế và sử dụng kiến thức về hội họa phương Tây trong các tác phẩm của bản thân. Giống như Hiroshige, ông đã thực hiện các tác phẩm phong cảnh qua những chuyến du lịch, mặc dù các đối tượng của ông là những địa điểm ít nổi danh với ánh sáng, bóng râm và cảnh vật tự nhiên, không kèm theo chú thích và tiêu đề điều này trái với tiêu chuẩn trong thời đại của Hiroshige. 
Kawase để lại một lượng lớn các tác phẩm bao gồm cả bản in mộc bản và màu nước: nhiều trong số đó là kết hợp của cả màu nước và in mộc bản. Ông cũng sản xuất các bức tranh sơn dầu, cuộn treo truyền thống và một vài byōbu (bình phong).
Ở phương Tây, Kawase chủ yếu được biết đến như một thợ in mộc bản Nhật Bản. Cùng với Hiroshi Yoshida, được coi là hai trong số những nghệ sĩ vĩ đại nhất phong trào shin-hanga, tên tuổi ông cũng được gắn liền với những bản in phong cảnh.

## Những tác phẩm quan trọng
- Mười hai cảnh Tokyo (1919–1921)
- Tuyển tập các Canh quan Nhật Bản (1922 Từ1926)
- Tuyết tại đền Zojo (1953)
- Điện thờ Ánh Vàng, Hiraizumi (1957; tác phẩm cuối cùng của Kawase)

Về ngày xuất bản các bản in: Nhiều trong số chúng được tái bản năm 1960 sau khi Kawase qua đời. (Ở Nhật Bản, việc đánh số các bản in không sử dụng rộng rãi, ví dụ: " bản thứ 5 trên 100". )

## Tác phẩm tiêu biểu tại các triển lãm
- Đền Honmonji, Ikegami (1931) in mộc bản, Bảo tàng nghệ thuật hạt Los Angeles [4]
- Mưa đầu hè, sông Arakawa (1932) in mộc bản; mực và màu trên giấy, Học viện nghệ thuật Minneapolis, Minnesota [5]

## Người giới thiệu
1. 1 2  Merritt 1990, tr. 54.
2. ↑  Merritt 1990, tr. 54–55.
3. 1 2  Merritt 1990, tr. 55.
4. ↑  "The Temple Honmonji, Ikegami | LACMA Collections". collections.lacma.org (bằng tiếng Anh). Truy cập ngày 17 tháng 2 năm 2018.
5. ↑  "artist:"Kawase Hasui" | Minneapolis Institute of Art". Truy cập ngày 17 tháng 2 năm 2018.

## Công trình được trích dẫn
- Merritt, Helen (1990). Modern Japanese Woodblock Prints: The Early Years. University of Hawaii. Bản gốc lưu trữ ngày 10 tháng 3 năm 2016. Truy cập ngày 29 tháng 7 năm 2020 – qua Questia.